# ヤーコプ・バセヴィ
ヤーコプ・バセヴィ・シュヌーレス・フォン・トロイエンベルク（Jacob Bassevi Schnules von Treuenberg, 1580年 - 1634年5月2日 ユングブンツラウ Jungbunzlau(現チェコ・ムラダー・ボレスラフ Mladá Boleslav)）はボヘミアの宮廷ユダヤ人で財務官。
お金の使い方の上手な人々に融資をし、パレスチナ在住の貧しいユダヤ教徒に資金を分け与えた。
神聖ローマ帝国皇帝フェルディナント2世により、ヤーコプ・バセヴィに世襲相続権が与えられ、ユダヤ教徒はプラハ・ウィーンのみならず、ユダヤ人が今まで居住権を認められていた場所であろうと無かろうと、どのような場所・市場でも自分の望む仕事ができるようになった。あらゆる場所・あらゆる財産の所有が可能となり、王宮地域でさえも居住が認められた。財産への税金は取り消された。

## 参考資料
- Bibliography: Grätz; Gesch. der Juden, x. 40 et seq., 47 et seq.;
- Lippman Heller, Kos Yeshuot, pp. 4, 5, 9;
- Lieben, Gal. 'Ed. pp. 23-27;
- G. Wolf, Die Juden Unter Ferdinand II., in Jahrbuch für die Gesch. der Juden und des Judenthums; i. 238-239;
- Rietstap, Armorial Général, 2d ed. i. 128 (where Bassevi's title is given as "von Treuenfeld").

## 記事資料
- JewishEncyclopedia

 この記事にはパブリックドメインである次の文書本文が含まれる: Deutsch, Gotthard; Rhine, A. (1902). "Bassevi von Treuenberg, Jacob (called also Jacob Schmieles ["son of Samuel"])". In Singer, Isidore [in 英語]; et al. (eds.). The Jewish Encyclopedia. Vol. 2. New York: Funk & Wagnalls. pp. 585–586.